# БМБ-1

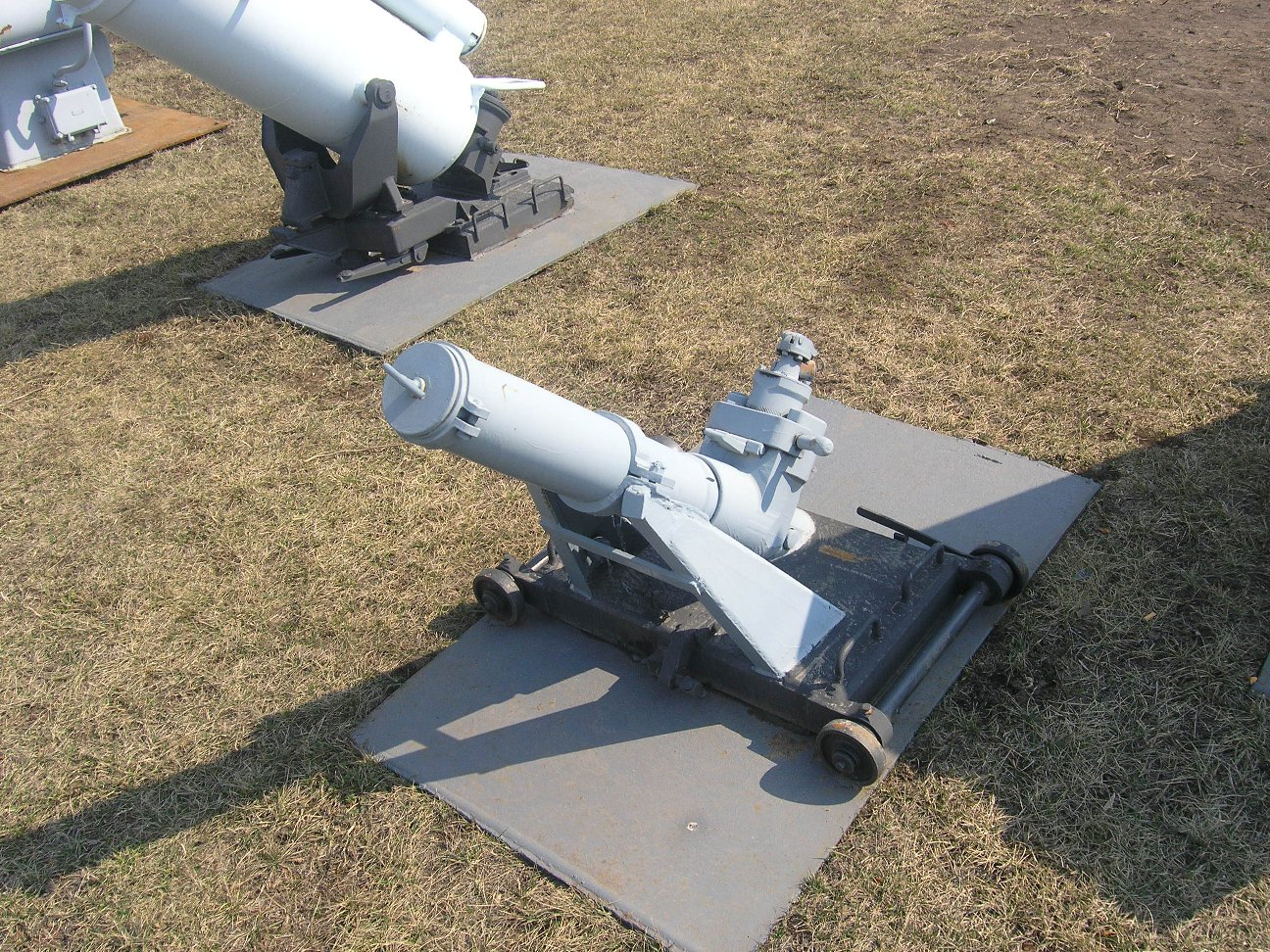
БМБ-1

БМБ-1 («большой морской бомбомёт 1») — первый советский шточный бомбомёт. Разработан под руководством Б. И. Шавырина, принят на вооружение флота в 1940 году. Бомбомёт позволял выстреливать по траверзу корабля большие глубинные бомбы на дальность 40, 80 и 110 м, что обеспечивало увеличение поражаемой площади бомбометания. Входил в состав противолодочного вооружения кораблей различных проектов.

## Характеристики
- Угол возвышения — 45°[2];
- Число бомб в залпе — 1[2];
- Тип бомбы — ББ-1[2];
- Вес бомбомёта — 194 кг[2].